# کیانا لده
کیانا لده براون (زاده ۳ آوریل ۱۹۹۷) یک خواننده، ترانه‌سرا، بازیگر و پیانیست آمریکایی است که در حال حاضر در لس آنجلس، کالیفرنیا ساکن است. او در فصل دوم سریال ترسناک جیغ از ام‌تی‌وی در نقش زوئی وان بازی کرد. لده همچنین در سریال اصلی همه چیز درباره واشینگتن نتفلیکس در نقش ورونیکا واشینگتن بازی کرد. اولین آلبوم کیانا، کیکی، در ۳ آوریل ۲۰۲۰ منتشر شد.
کیانا لده براون در حومه فینیکس، آریزونا به دنیا آمد. پدرش از تبار آفریقایی آمریکایی و بومی آمریکایی است، در حالی که مادرش نیمه سفیدپوست و نیمه اسپانیایی‌تبار مکزیکی-آمریکایی است. لده در دوران نوزادی بلافاصله پس از یادگیری الفبا شروع به خواندن آن کرد و در سن ۳ سالگی با دریافت اولین دستگاه کارائوکه خود شروع به اجرا کرد. در کودکی، لده شروع به اجرای منظم نمایشنامه‌های مدرسه و مسابقات زیبایی در حالی که در کلاس‌های صدا و مطالعه پیانو می‌گذراند، کرد. او مرتباً به خاطر آواز خواندن از کلاس اخراج می‌شد و باعث می‌شد مادرش او را در یک مدرسه هنرهای نمایشی ثبت نام کند تا بتواند از استعدادش به خوبی استفاده کند. او در دبیرستان مونتین پوینت تحصیل کرد.